# 侯善
侯善，明朝初期政治人物。
洪武四年正月，以湖州府知府升为山东行省参政。洪武六年五月，升任四川行省参政。洪武七年五月，擔任中书省参政。